# Hesperonychus
Hesperonychus (som betyder "västra klo") var ett släkt av små, köttätande dromaeosaurider dinosaurier. Det finns en beskriven art, Hesperonychus elizabethae; Typtypen namngavs för att hedra den kvinna som samlade den 1982. Det är känt från fossiler som återhämtats från den nedre delen av Dinosaurparks bildande av Alberta, som dateras till slutet av Kritaperioden (Campanian-scenen) för 76,5 miljoner år sedan).